# Schaft (Werkzeug)

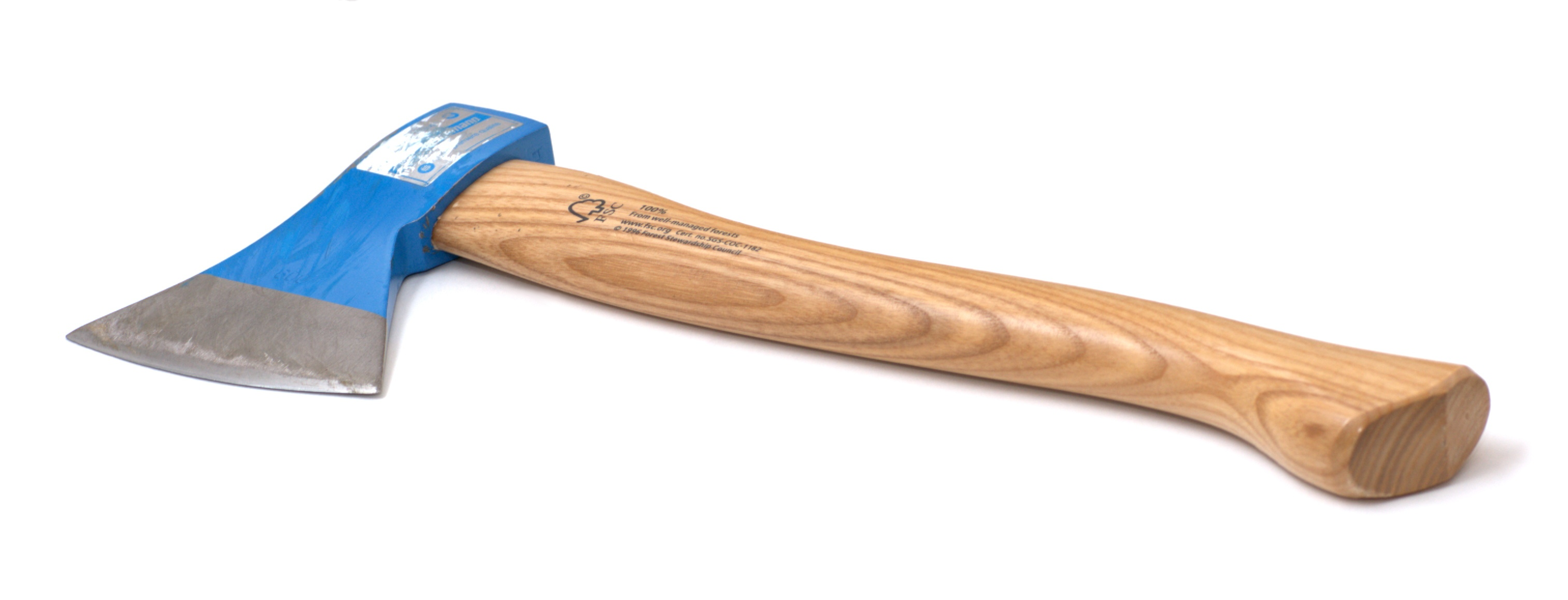
Beil mit Holzschaft (Stiel)

Der Schaft (Helm) eines Handwerkzeuges ist als Handhabe sein Griff-Teil. Seine Form ist in der Regel länglich, was auch durch die Bezeichnung Stiel deutlich wird.
Der Schaft besteht meist aus Holz, seltener aus Kunststoff oder Metall (insbesondere Aluminium). In der Steinzeit wurden neben Holzschäften auch solche aus Knochen, Horn oder Geweih hergestellt. 
Der Schaft wird meist über eine Tülle mit dem Wirkteil des Werkzeugs verbunden.
Schäften bedeutet das Verbinden von Arbeitsteil und Schaft. Diese Technik ist sehr alt, siehe Schäftung (Vor- und Frühgeschichte). Verschiedene Arten der Schäftung erlauben die zeitliche Einordnung von Werkzeugfunden aus der Steinzeit.